# Émile Lebrun
 (février 2021).
Si vous disposez d'ouvrages ou d'articles de référence ou si vous connaissez des sites web de qualité traitant du thème abordé ici, merci de compléter l'article en donnant les références utiles à sa vérifiabilité et en les liant à la section « Notes et références ».
Émile Lebrun, né à Namur le 11 août 1912 et décédé en 1986, fut bourgmestre de Namur de 1971 à 1976.